# NetBackup
Veritas NetBackup est un logiciel professionnel hétérogène de sauvegarde. Il fournit une solution de sauvegarde multi-plates-formes sur un large éventail de systèmes d'exploitation tels que Windows, UNIX et Linux.
Netbackup faisait partie du catalogue logiciel Symantec jusqu’en 2015. Depuis 2015, Netbackup appartient à Veritas.
L'architecture s'appuie sur un serveur central appelé master permettant la gestion des media servers (contenant les supports de stockage des données) et des clients. Les systèmes d'exploitation cœurs utilisés sont Solaris, HP-UX, AIX, Tru64, Linux et Windows.
Plusieurs environnements NetBackup peuvent être configurés par NetBackup OpsCenter, étant fourni à partir de la distribution NetBackup 7.0, combinant les solutions Veritas Backup Reporter (VBR) et NetBackup Operations Manager (NOM) utilisés dans les précédentes versions. Netbackup OpsCenter peut obtenir différentes informations sur les environnements de versions antérieures de NetBackup. NetBackup utilise de nombreux supports de stockage tels que les bandes magnétiques, librairies de sauvegarde physiques et virtuelles, et les unités de disques. Il réalise, entre autres, les sauvegardes à chaud des bases de données majeures telles que Oracle, peut sauvegarder et restaurer nativement les machines virtuelles des produits de virtualisation majeures tels que VMware ou Hyper-V, utilise Network Data Management Protocol (NDMP) pour la sauvegarde des filers (en), et pourvu de l'externalisation pour mise sous coffre. Les supports physiques pour le transit des données utilisés par NetBackup sont le réseau local et le Storage area network (SAN).

## Historique
- 1987 : l'entreprise Chrysler engage Control Data pour écrire un logiciel de sauvegarde. Un petit groupe d'ingénieurs (Rick Barrer, Rosemary Bayer, Paul Tuckfield et Craig Wilson) écrivent le logiciel. D'autres clients de Control Data l'adopteront pour leurs propres besoins
- 1990 ; Control Data crée l'unité Automated Workstation Backup System. La première version de AWBUS supporte deux lecteurs de cartouches et une simple robotique SGI (Silicon Graphics) sous leur système d'exploitation IRIX.
- 1993 : Control Data renomme le produit en BackupPlus 1.0 (c'est pour cette raison que de nombreuses commandes Netbackup commence par 'bp'). Les améliorations du logiciel apporteront le support des médias via le Volume Management et le Server Migration/Hierarchical Storage Management.
- fin 1993 : Openvision acquiert le produit avec l'équipe de stockage de Control Data composée de 12 personnes. C'est pour cette raison que sur les plates-formes UNIX, NetBackup s'installe dans /usr/openv. Pendant cette période, Open Vision renomme Backup Plus en NetBackup.
- 6 mai 1997 : Veritas acquiert Openvision, absorbant la ligne de produits NetBackup. L'architecture logicielle est remaniée pour utiliser les données communes entre plusieurs lignes de produits Veritas (nombreux éléments utilisant des process et répertoires dont le nom commence par VRT).
- 2005 : Symantec acquiert Veritas et NetBackup devient un produit Symantec. La nouvelle société sort la version 6, 30e version du produit.
- 2011 : Symantec sort la version 7 de NetBackup, renommant ainsi Veritas Netbackup en Symantec NetBackup.
- 2015 : Symantec cède veritas à Carlyle
- 2017: Veritas sort la version 8 de Veritas Netbackup axée sur la sécurité

## Fonctionnalités majeures de NetBackup
(avril 2016).
- Data Deduplication
  - Client or server-side deduplication via integration with the PureDisk data deduplication engine
- Security
  - Data Encryption
  - Access Control
- Performance
  - Synthetic Backups
  - Disk Staging
  - Checkpoint restart (en)
  - Multiplexed Backup
  - Multi-streamed Backup
  - Inline Copy
  - Online NetBackup catalog backup
- Management and Reporting
  - Web-based management reporting (VERITAS NetBackup Operations Manager)
  - Tape volume, drive and library viewing
  - Error message identification, categorization and troubleshooting
- Media Management
  - Enterprise Media Manager
  - Automatic robotic/tape drive configuration
  - Broad tape device support
- Heterogeneous Support
  - Broad platform support
  - Bare Metal Restore
  - Support for leading networking topologies
  - Advanced software and hardware snapshot support
  - NetBackup RealTime

## Versions

### Majeures (GA: General Availability)
- 10.0 sortie en mars 2022
- 9.0 sortie en	janvier 2021
- 8 sortie en décembre 2016 (1re version majeure de Veritas)
- 7.7 sortie en juillet 2015
- 7.6 sortie en décembre 2013
- 7.5 sortie en mars 2012
- 7.1 sortie en février 2011
- 7.0 sortie en février 2010
- 6.5 sortie en août 2007
- 6.0 sortie en août 2005 (30e version, 1re version majeure de Symantec)
- 5.0 sortie en décembre 2003
- 4.5 sortie en 2002
- 3.4 sortie en juin 2000
- 3.0 sortie en novembre 1997 (1re version majeure de Veritas)
- 2.0 sortie en juin 1996 (12e version)
- 1.6 sortie en 1994 (1re version utilisant le nom NetBackup, propriétaire : Openvision)

#### Sources
(mai 2016).
- TECH74757 NetBackup Product Group End of Support Life matrix